# Yumtaax recticornis
Yumtaax recticornis is een keversoort uit de familie Passalidae. De wetenschappelijke naam van de soort is voor het eerst geldig gepubliceerd in 1847 door Burmeister.